# Ş
Ş, ş は、Sにセディーユを付した文字である。
トルコ語、アゼルバイジャン語、トルクメン語、タタール語、クリミア・タタール語、クルド語等において、無声後部歯茎摩擦音 [ʃ] を表す文字として使われる。
ルーマニア語では S cu sedilă と呼ばれ、コンマビロー付きのS「Ș」の代用として用いられることがある。
ドンガン語において1932年から1953年までの間、無声歯茎硬口蓋摩擦音 [ɕ] を表す文字として使われたが、現在はキリル文字に代えられている。

## 呼称
- トルコ語：シェ

## 符号位置
| 大文字 | Unicode | JIS X 0213 | 文字参照       | 小文字 | Unicode | JIS X 0213 | 文字参照       | 備考 |
| ------ | ------- | ---------- | -------------- | ------ | ------- | ---------- | -------------- | ---- |
| Ş      | U+015E  | 1-10-7     | &#x15E; &#350; | ş      | U+015F  | 1-10-19    | &#x15F; &#351; |      |